# Brandon deWilde
Pour les articles homonymes, voir De Wilde et BDW.
Brandon deWilde ou BDW, né André Brandon deWilde le 9 avril 1942 à Brooklyn, New York, et mort le 6 juillet 1972 à Denver (Colorado) dans un accident de la route, est un acteur américain d'origine hollandaise.

## Biographie
Sa carrière a commencé très jeune (il a sept ans lors de ses débuts à Broadway) et s'est terminée prématurément (il meurt à trente ans dans un accident de voiture).
Considéré en son temps comme un enfant prodige, Brandon de Wilde fut aussi ce qu'on appelle un enfant-star. Il fut ainsi, à un peu plus de dix ans, nommé pour un oscar (meilleur acteur dans un second rôle) dans le film L'Homme des vallées perdues (Joey), célèbre western du réalisateur George Stevens. Il y interprète le rôle d'un jeune enfant (Joey Starrett) dont les parents (Jean Arthur et Van Heflin), fermiers du Wyoming, reçoivent la visite d'un cowboy-justicier (Alan Ladd) venu de nulle part pour, très opportunément, les aider à régler un différend avec un puissant éleveur qui a lui-même embauché une « gâchette » expéditive (Jack Palance). La fameuse imploration répercutée en écho par les Rocheuses et dont tous ceux qui ont vu le film se souviennent (« Shane, come back ! »), c'est le petit De Wilde qui la crie au cowboy justicier s'éloignant à cheval à la fin du film.
En 1963, comme petit-fils du propriétaire d'un ranch dont le bétail est soudain frappé de fièvre infectieuse, De Wilde admire puis s'oppose à Paul Newman dans Le Plus Sauvage d'entre tous de Martin Ritt, film qui obtient sept nominations aux Oscars 1964 et remporte trois statuettes.
Il a également interprété le rôle de l'enseigne de vaisseau Jeffrey Torrey, fils du capitaine de vaisseau puis contre-amiral Rockwell Rock Torrey incarné par John Wayne dans le film Première Victoire, dont l'action se situe au début de la guerre du Pacifique.
Il meurt lors d'un accident de voiture en 1972.

## Filmographie

### Cinéma
- 1952 : The Member of the Wedding : John Henry
- 1953 : L'Homme des vallées perdues (Shane) de George Stevens : Joey Starrett
- 1956 : Adieu Lady (Good-bye, My Lady) de William A. Wellman : Skeeter (Claude)
- 1957 : Le Survivant des monts lointains : Joey Adams
- 1958 : The Missouri Traveler : Biarn Turner
- 1959 : Blue-jeans (en) (Blue Denim): Arthur Bartley
- 1962 : L'Ange de la violence : Clinton Willart
- 1963 : Le Plus Sauvage d'entre tous (Hud) de Martin Ritt : Lon 'Lonnie' Bannon
- 1965 : Calloway le trappeur (Those Calloways) : Bucky Calloway
- 1965 : Première Victoire (In Harm's Way) : Ens. Jeremiah 'Jere' Torrey
- 1971 : Les Dynamiteros (The Deserter) : Lieutenant Ferguson
- 1972 : Wild in the Sky (en) : Josh

### Télévision
- 1953 - 1954 : Jamie (en) (série télévisée) : Jamison Francis Mc Hummber
- 1955 - 1956 : Climax! (série télévisée) : Robbie Euson / Tip Malone
- 1956 : Le Choix de... (série télévisée) : Terry Johnson
- 1957 : The United States Steel Hour (en) (série télévisée) : David
- 1959 : Alcoa Theatre (en) (série télévisée) : George Adams
- 1959 et 1961 : La Grande Caravane (série télévisée) : Danny Benedict / Mark Miner
- 1961 : Thriller (série télévisée) : Timothy Branner
- 1962 : Alfred Hitchcock présente (série télévisée) : Hugo
- 1962, 1968 et 1970 : Le Virginien (The Virginian) (série télévisée) : James 'Mike Flynn' Cafferty / Walt Bradbury / Rem Garvey
- 1963 : The Nurses (en) (série télévisée) : Paul Marker
- 1964 : Le Plus Grand Chapiteau du monde (série télévisée) : Vic Hawkins
- 1964 : The Tenderfoot (téléfilm) : Jim Tevis
- 1964 : 12 O'Clock High (en) (série télévisée) : Cpl. Lawrence
- 1965 : Les Accusés (série télévisée) : Roger Bailey Jr
- 1966 : Combat ! (Combat!) (série télévisée) : Wilder
- 1966 : ABC Stage 67 (en) (série télévisée) : Carl Boyer
- 1968 : Journey to the Unknown (en) (série télévisée) : Alec George Worthing
- 1969 : Les Règles du jeu (The Name of the Game) (série télévisée) : Bobby Currier
- 1969 : Hawaï police d'État (Hawaii Five-0) (série télévisée) : Arnold Potter
- 1970 : Insight (série télévisée) : Weissberg
- 1970 : The Young Rebels (en) (série télévisée) : Nathan Hale jeune
- 1970 : Le Virginien (TV) saison 9 épisode 06 (Gun quest) : Rem Garvey
- 1971 : Night Gallery (série télévisée) : Johnson
- 1971 : L'Homme de fer (Ironside) (série télévisée) : George Whittaker